# Heteromyias cinereifrons
Heteromyias cinereifrons е вид птица от семейство Мухоловки петроики (Petroicidae).

## Разпространение и местообитание
Видът е разпространен в североизточните части на полуостров Кейп Йорк. Ендемичен е за Куинсланд в Австралия. Естествените му местообитания са субтропичните и тропически влажни низинни и планински гори.